# 大眼院
大眼院（だいげんいん）は東京都港区芝公園四丁目にある浄土宗の寺院である。江戸時代の旧名は恵眼院、本尊は阿弥陀如来で本堂に安置されている。

## 沿革
江戸幕府第2代将軍・徳川秀忠の死去にともない、寛政9年（1632年）、台徳院霊廟（御霊屋）が芝増上寺山内に造営され、同時に恵眼院と宝松院がその御霊屋別当として建立された。恵眼院住職となったのは門誉道山であった。また台徳院の御花畑は、増上寺柵門（赤羽門）外の飯倉町にあり、のちに恵眼院と宝松院が当地を拝領した。
増上寺山内の領域全体は明治初頭に、芝公園として東京で初の公園に指定されたが、恵眼院は場所を変えずに公園内に存続し、名称を大眼院とした。明治後期には前面道路（現在の日比谷通り）の拡幅により敷地を縮小した。第二次世界大戦の被災後は、秀忠の墓所は芝増上寺内にて改葬され現在に至ったが、大眼院も戦災焼失し、横浜、その後新宿に移転した。2013年（平成25年）に、増上寺旧山内である現在地に復帰した。

## 境内
- 本堂 - 阿弥如来像を安置

## 交通アクセス
- 都営大江戸線赤羽橋駅（赤羽橋口）徒歩3分